# 福氏紅娘魚
福氏紅娘魚，為輻鰭魚綱鮋形目牛尾魚亞目角魚科的其中一種，分布於西印度洋區，包括東非、南非、紅海、阿拉伯海、波斯灣、巴基斯坦等海域，棲息深度50-175公尺，體長可達18公分，為底棲性魚類，生活在泥底質的大陸棚，屬肉食性。

## 擴展閱讀
維基物種上的相關：福氏紅娘魚